# Axel Valdemar Hansen
Axel Valdemar Hansen var en dansk atlet. Han var medlem af Østerbro-klubben Københavns FF og vandt et dansk mesterskab; 1 mile 1896 med tiden 4:53.0. I det første danske atletik mesterskab på 1 mile i 1894 blev han nummer to med tiden 5:08.0. I 1897 vandt han den svenske Dicksonpokal på 1 mile i tiden 5:01.0. Han satte fire danske rekorder: 350 meter på 47,7 (1896), 1/4 mile på 55,6 (1895), 1500 meter på 4,35,0 (1895) og spydkast med bedste hånd på 32,47 m (1897).